# العلاقات السويدية الفرنسية
العلاقات السويدية الفرنسية هي العلاقات الثنائية التي تجمع بين السويد وفرنسا.

## مقارنة بين البلدين
هذه مقارنة عامة ومرجعية للدولتين:
| وجه المقارنة                                              | السويد                                                                               | فرنسا                                                    |
| --------------------------------------------------------- | ------------------------------------------------------------------------------------ | -------------------------------------------------------- |
| المساحة (كم2)                                             | 450.30 ألف                                                                           | 643.80 ألف                                               |
| عدد السكان (نسمة)                                         | 10.16 مليون                                                                          | 67.12 مليون                                              |
| الكثافة السكانية (ن./كم²)                                 | 22.56                                                                                | 104.26                                                   |
| العاصمة                                                   | ستوكهولم                                                                             | باريس                                                    |
| اللغة الرسمية                                             | اللغة السويدية، لغات السامي، اللغة الفنلندية، منكيلي، اللغة الرومنية، اللغة اليديشية | لغة فرنسية                                               |
| العملة                                                    | كرونة سويدية                                                                         | يورو، فرنك س ف ب، فرنك فرنسي، Livre tournois ‏            |
| الناتج المحلي الإجمالي (بليون دولار)                      | 538.04 مليار                                                                         | 2.58 تريليون                                             |
| الناتج المحلي الإجمالي (تعادل القوة الشرائية) بليون دولار | 469.01 مليار                                                                         | 2.87 تريليون                                             |
| الناتج المحلي الإجمالي الاسمي للفرد دولار أمريكي          | 50.58 ألف                                                                            | 36.20 ألف                                                |
| الناتج المحلي الإجمالي للفرد دولار أمريكي                 | 45.30 ألف                                                                            | 39.33 ألف                                                |
| مؤشر التنمية البشرية                                      | 0.907                                                                                | 0.888                                                    |
| رمز المكالمات الدولي                                      | +46                                                                                  | +33                                                      |
| رمز الإنترنت                                              | .se                                                                                  | .fr، .bzh ‏، .tf، .re، .wf، .yt، .pm، .paris              |
| المنطقة الزمنية                                           | توقيت وسط أوروبا، ت ع م+01:00، ت ع م+02:00، أوروبا/ستوكهولم ‏                         | أوروبا/باريس ‏، توقيت وسط أوروبا، توقيت وسط أوروبا الصيفي |

## مدن متوأمة
في ما يلي قائمة باتفاقيات التوأمة بين مدن سويدية وفرنسية:
- ترتبط غوتنبرغ مع ليون باتفاقية توأمة منذ 1946.[16][17][18][19]
- ترتبط Södertälje Municipality [الإنجليزية]‏ مع أنجيه باتفاقية توأمة منذ 1999.
- ترتبط بلدية كوثنبورغ مع ليون باتفاقية توأمة منذ 10 أكتوبر 2015.[16][17][20][21]
- ترتبط Tyresö Municipality [الإنجليزية]‏ مع سافيني لي تمبل باتفاقية توأمة منذ 2008.
- ترتبط بلدية فينسبونغ [الإنجليزية]‏ مع جيفيت باتفاقية توأمة.
- ترتبط Lund Municipality [الإنجليزية]‏ مع نيفير باتفاقية توأمة منذ 1990.[22][23][24]
- ترتبط Katrineholm [الإنجليزية]‏ مع Saint-Cyr-sur-Loire [الإنجليزية]‏ باتفاقية توأمة.
- ترتبط Alingsås Municipality [الإنجليزية]‏ مع مون دو مارسان باتفاقية توأمة.
- ترتبط Oxelösund [الإنجليزية]‏ مع غرانفيل باتفاقية توأمة.

## منظمات دولية مشتركة
يشترك البلدان في عضوية مجموعة من المنظمات الدولية، منها:
| علم المنظمة | اسم المنظمة                               | تاريخ انضمام السويد | تاريخ انضمام فرنسا |
| ----------- | ----------------------------------------- | ------------------- | ------------------ |
|             | الاتحاد البريدي العالمي                   | ?                   | ?                  |
|             | مؤسسة التمويل الدولية                     | 20 يوليو 1956       | 20 يوليو 1956      |
|             | المرصد الأوروبي الجنوبي                   | 1962                | 1962               |
|             | الوكالة الدولية للطاقة                    | ?                   | ?                  |
|             | البنك الإفريقي للتنمية                    | ?                   | ?                  |
|             | بنك التنمية الآسيوي                       | 1966                | 1970               |
|             | البنك الدولي للإنشاء والتعمير             | 31 أغسطس 1951       | 27 ديسمبر 1945     |
|             | عصبة الأمم                                | ?                   | 10 يناير 1920      |
|             | يونسكو                                    | 23 يناير 1950       | 4 نوفمبر 1946      |
|             | نظام تحكم تكنولوجيا القذائف               | 1991                | 1987               |
|             | الفريق المعني برصد الأرض                  | ?                   | ?                  |
|             | منظمة الشرطة الجنائية الدولية             | ?                   | ?                  |
|             | اتفاقية السماوات المفتوحة                 | ?                   | ?                  |
|             | مركز تنسيق الحركة في أوروبا ‏              | ?                   | ?                  |
|             | اتحاد المدفوعات الأوروبي ‏                 | ?                   | ?                  |
|             | المنظمة الأوروبية لسلامة الملاحة الجوية   | 1995                | 1960               |
|             | الاتحاد الأوروبي                          | 1995                | 25 مارس 1957       |
|             | وكالة ضمان الاستثمار متعدد الأطراف        | 12 أبريل 1988       | 28 ديسمبر 1989     |
|             | المنظمة الهيدروغرافية الدولية             | ?                   | ?                  |
|             | الاتحاد الدولي للاتصالات                  | 1866                | 1866               |
|             | الأمم المتحدة                             | 19 نوفمبر 1946      | 24 أكتوبر 1945     |
|             | مؤسسة التنمية الدولية                     | 24 سبتمبر 1960      | 30 ديسمبر 1960     |
|             | منظمة التجارة العالمية                    | 1995                | 1995               |
|             | مجموعة أستراليا                           | 1991                | 1985               |
|             | منظمة الأمن والتعاون في أوروبا            | 25 يونيو 1973       | 25 يونيو 1973      |
|             | وكالة الفضاء الأوروبية                    | ?                   | 30 أكتوبر 1980     |
|             | منظمة حظر الأسلحة الكيميائية              | ?                   | ?                  |
|             | المركز الدولي لتسوية المنازعات الاستشارية | 28 يناير 1967       | 20 سبتمبر 1967     |
|             | مجلس أوروبا                               | ?                   | 5 مايو 1949        |
|             | مجموعة الموردين النوويين                  | ?                   | ?                  |
|             | منظمة التعاون الاقتصادي والتنمية          | ?                   | 7 أغسطس 1961       |

## وصلات خارجية
- موقع وزارة الخارجية السويدية
- موقع وزارة الخارجية الفرنسية